# Konferenz der Europäischen Regionalen Gesetzgebenden Parlamente
Die Konferenz der Europäischen Regionalen Gesetzgebenden Parlamente (Conference of European Regional Legislative Assemblies, abgekürzt CALRE) ist eine Organisation, die 74 Regionalparlamente aus acht europäischen Staaten vereinigt. Träger der CALRE sind die Autonomen Gemeinschaften Spaniens, die italienischen Regionen, die belgischen Gemeinschaften und Regionen, die deutschen Länder, die österreichischen Bundesländer, die portugiesischen autonomen Regionen Azoren und Madeira, die finnische autonome Provinz Åland, sowie die Landesteile des Vereinigten Königreichs Schottland, Wales und Nordirland.
Die CALRE verfügt über eine Plenarversammlung, die aus allen Präsidenten der Regionalparlamente besteht, und einen ständigen Ausschuss, in dem jeweils ein Parlamentspräsident aus jedem der acht Staaten vertreten ist. Präsidentin für 2018 ist Ana Luísa Pereira Luís.
Die erste Konferenz fand 1997 in Oviedo statt, seither trifft sich die Plenarversammlung einmal jährlich an wechselnden Orten, um Positionen und Anliegen zu diskutieren und Deklarationen zu verabschieden. Ebenfalls bei den jährlichen Treffen wird der Präsident der CALRE gewählt, dessen Amtszeit ein Jahr beträgt und der die Organisation nach außen hin und insbesondere in den Beziehungen zur Europäischen Union vertritt.
Die CALRE ist eine von mehreren Organisationen regionaler und lokaler Gebietskörperschaften in Europa, die zum Zweck errichtet wurden, direkt mit Organen der Europäischen Union Kontakt aufnehmen und auf diese beratend einwirken zu können. Damit steht sie ergänzend zum Ausschuss der Regionen, der aufgrund seiner Rolle als institutionalisiertes Beratungsorgan und durch seine repräsentative Natur ein eher indirektes Kommunikationsmittel zwischen der EU und subnationalen Einheiten darstellt.